# امامزاده عون شصت
امامزاده عون شصت مربوط به سدهٔ ۷ و ۸ ه‍.ق است و در شهرستان ورامین، بخش مرکزی، روستای رستم‌آباد واقع شده و این اثر در تاریخ ۴ خرداد ۱۳۸۴ با شمارهٔ ثبت ۱۱۷۶۸ به‌عنوان یکی از آثار ملی ایران به ثبت رسیده است.